# Joana Zimmer
Joana Zimmer, född 27 oktober 1982 i Freiburg im Breisgau, är en sångerska från Tyskland. Hennes genombrott blev 2005, med låten I believe (Give a little bit..) (av Marcella Detroit). Joana Zimmer är blind sedan födseln.